# Дидави, Даниэль
Даниэ́ль Дидави́ (нем. и фр. Daniel Didavi; 21 февраля 1990, Нюртинген, Баден-Вюртемберг) — немецкий футболист, полузащитник.

## Карьера

### Клубная
Даниэль Дидави является воспитанником «Штутгарта», в юношеских командах которого он выступал с 2003 года по 2008 год. 21 января 2009 года Дидави подписал контракт со «Штутгартом» до лета 2012 года. 29 июля 2010 года он дебютировал за «швабов» в матче третьего квалификационного раунда Лиги Европы 2010/11 против норвежского клуба «Мольде». Его дебют в Бундеслиге состоялся 29 августа 2010 года в матче против дортмундской «Боруссия», когда он в перерыве вышел на замену вместо Георга Нидемайера.
В июле 2011 года Дидави был отдан в аренду в «Нюрнберг» на один сезон.
2 июля 2012 года Дидави продлил контракт со «Штутгартом» до 2016 года.
5 апреля 2016 года подписал 5-летний контракт с «Вольфсбургом», в который переёдет летом 2016 года после окончания контракта со «Штутгартом».

### Национальная
Дидави играет за молодёжную сборную Германии, за которую он играл и в отборочном раунде молодёжного чемпионата Европы 2013 года. 9 августа 2011 года он забил первый гол за молодёжную сборную в матче против молодёжной сборной Кипра.